# Vändra (comune rurale)
Vändra è un comune rurale dell'Estonia meridionale, nella contea di Pärnumaa. Il comune rurale (in estone vald) amministra il contado della cittadina (in estone alev) di Vändra, costituito comune a sé; capoluogo del comune rurale è comunque il borgo di Vändra.
Dal 27 ottobre 2009 il comune rurale di Kaisma si è fuso con il comune rurale di Vändra.

## Località
Il comune comprende 36 località (in estone küla):
Aluste, Allikõnnu, Kaansoo, Kadjaste, Kaisma, Kalmaru, Kergu, Kirikumõisa, Kobra, Kõnnu, Kose, Kullimaa, Kurgja, Leetva, Luuri, Lüüste, Mädara, Massu, Metsavere, Metsaküla, Mustaru, Oriküla, Pärnjõe, Rae, Rahkama, Rahnoja, Rätsepa, Reinumurru, Rõusa, Säästla, Samliku, Sikana, Sohlu, Suurejõe, Tagassaare, Ünnaste, Vaki, Venekuusiku, Veskisoo, Vihtra, Viluvere, Võidula, Võiera.